# Hamburger Sport-Verein 1995-1996
Questa voce raccoglie le informazioni riguardanti l'Hamburger Sport-Verein nelle competizioni ufficiali della stagione 1995-1996.

## Stagione
Nella stagione 1995-1996 l'Amburgo, allenato da Benno Möhlmann e Felix Magath, concluse il campionato di Bundesliga al 5º posto. In Coppa di Germania l'Amburgo fu eliminato al primo turno dall'Arminia Bielefeld.

## Rosa
| N. |                                 | Ruolo | Calciatore          |
| -- | ------------------------------- | ----- | ------------------- |
| 1  | Germania (bandiera)             | P     | Richard Golz        |
| 2  | Svizzera (bandiera)             | D     | Stéphane Henchoz    |
| 3  | Germania (bandiera)             | D     | Stefan Schnoor      |
| 4  | Germania (bandiera)             | D     | Carsten Kober       |
| 5  | Bulgaria (bandiera)             | D     | Petar Hubchev       |
| 6  | Germania (bandiera)             | C     | Jürgen Hartmann     |
| 7  | Germania (bandiera)             | C     | Sven Kmetsch        |
| 8  | Lituania (bandiera)             | A     | Valdas Ivanauskas   |
| 9  | Germania (bandiera)             | A     | Karsten Bäron       |
| 10 | Germania (bandiera)             | A     | André Breitenreiter |
| 11 | Bosnia ed Erzegovina (bandiera) | C     | Hasan Salihamidžić  |
| 12 | Germania (bandiera)             | C     | Elard Ostermann     |
| 13 | Germania (bandiera)             | C     | Andreas Fischer     |
| 14 | Germania (bandiera)             | A     | Uwe Jähnig          |

| N. |                        | Ruolo | Calciatore        |
| -- | ---------------------- | ----- | ----------------- |
| 16 | Germania (bandiera)    | P     | Holger Hiemann    |
| 17 | Stati Uniti (bandiera) | A     | Michael Mason     |
| 19 | Croazia (bandiera)     | D     | Marijan Kovačević |
| 20 | Germania (bandiera)    | C     | Bernd Hollerbach  |
| 21 | Germania (bandiera)    | C     | Harald Spörl      |
| 22 | Germania (bandiera)    | C     | Jörg Albertz      |
| 23 | Germania (bandiera)    | D     | Marko Riegel      |
| 24 | Spagna (bandiera)      | C     | Francisco Copado  |
| 25 | Germania (bandiera)    | P     | Marco Kostmann    |
| 26 | Bulgaria (bandiera)    | C     | Jordan Lečkov     |
| 27 | Germania (bandiera)    | C     | Stefan Siedschlag |
| 28 | Germania (bandiera)    | A     | Daniel Stendel    |
| 30 | Germania (bandiera)    | D     | Dirk Wojewsky     |
| 32 | Germania (bandiera)    | D     | Matthias Rose     |

## Organigramma societario
Area tecnica
- Allenatore: Felix Magath
- Allenatore in seconda:
- Preparatore dei portieri:
- Preparatori atletici:

## Calciomercato

### Sessione estiva
| Acquisti | Acquisti          | Acquisti         | Acquisti |
| R.       | Nome              | da               | Modalità |
| -------- | ----------------- | ---------------- | -------- |
| C        | Elard Ostermann   | Lurup            |          |
| A        | Christian Claaßen | SV Wilhelmshaven |          |
| D        | Stéphane Henchoz  | Xamax Neuchâtel  |          |
| P        | Holger Hiemann    | Chemnitz         |          |
| A        | Uwe Jähnig        | Dinamo Dresda    |          |
| C        | Sven Kmetsch      | Dinamo Dresda    |          |
| D        | Marko Riegel      | Amburgo II       |          |

| Cessioni | Cessioni           | Cessioni           | Cessioni |
| R.       | Nome               | a                  | Modalità |
| -------- | ------------------ | ------------------ | -------- |
| D        | Oliver Lüttkenhaus | Wolfsburg          |          |
| A        | Christian Claaßen  | Meppen             |          |
| D        | Jörg Bach          | Fortuna Düsseldorf |          |
| D        | Michael Kostner    | Homburg            |          |
| P        | Uli Stein          | Arminia Bielefeld  |          |
| A        | Sergio Zárate      | Necaxa             |          |

### Sessione invernale
| Acquisti | Acquisti         | Acquisti       | Acquisti |
| R.       | Nome             | da             | Modalità |
| -------- | ---------------- | -------------- | -------- |
| C        | Bernd Hollerbach | Kaiserslautern |          |

| Cessioni | Cessioni         | Cessioni       | Cessioni |
| R.       | Nome             | a              | Modalità |
| -------- | ---------------- | -------------- | -------- |
| A        | Niclas Kindvall  | Malmö FF       |          |
| A        | Frank Ordenewitz | Vegalta Sendai |          |
| C        | Marco Weißhaupt  | Magonza        |          |

## Risultati

### Bundesliga

#### Girone di andata
| Arbitro: | Dardenne |

|                                  |           |                      |
| Herzog 31’ Helmer 50’ Scholl 68’ | Marcatori | 2’ Spörl 74’ Fischer |

| Arbitro: | Krug |

|                                  |           |                            |
| Breitenreiter 16’, 26’ Spörl 52’ | Marcatori | 32’, 79’ Hobsch 62’ Basler |

| Arbitro: | Buchhart |

|                               |           |                         |
| Polster 34’, 68’ Labbadia 51’ | Marcatori | 52’ Henchoz 62’ Albertz |

| Arbitro: | Habermann |

|                |           |         |
| Ordenewitz 60’ | Marcatori | 21’ Max |

| Arbitro: | Fröhlich |

|                        |           |                        |
| Seeliger 13’ Cyroń 66’ | Marcatori | 5’ Fischer 77’ Albertz |

| Arbitro: | Werthmann |

|             |           |              |
| Albertz 13’ | Marcatori | 18’ Baumgart |

| Amburgo 23 settembre 1995, ore 15:30 CEST 7ª giornata | Amburgo | 0 – 0 referto | Karlsruhe | Volksparkstadion (14 816 spett.)\| Arbitro: \| Aust \| |
| Arbitro:                                              | Aust    |               |           |                                                        |

| Arbitro: | Zerr |

|            |           |             |
| Laeßig 82’ | Marcatori | 25’ Henchoz |

| Arbitro: | Albrecht |

|                          |           |                          |
| Hartmann 51’ Albertz 56’ | Marcatori | 65’ Bodden 81’ Borimirov |

| Arbitro: | Berg |

|  |           |                           |
|  | Marcatori | 8’, 44’ Albertz 85’ Spörl |

| Arbitro: | Koop |

|                  |           |  |
| Wagner 7’ (aut.) | Marcatori |  |

| Arbitro: | Wagner |

|  |           |               |
|  | Marcatori | 4’ Ivanauskas |

| Arbitro: | Fandel |

|                       |           |                     |
| Fischer 63’ Spörl 71’ | Marcatori | 17’ Zorc 24’ Möller |

| Arbitro: | Frey |

|            |           |               |
| Dahlin 66’ | Marcatori | 1’, 25’ Spörl |

| Arbitro: | Merk |

|                  |           |  |
| Spörl 41’ (rig.) | Marcatori |  |

| Arbitro: | Krug |

|                                                 |           |  |
| Bobic 20’ Balăkov 83’ (rig.) Schnoor 86’ (aut.) | Marcatori |  |

| Arbitro: | Fleischer |

|                                                      |           |          |
| Ivanauskas 2’ Bäron 10’, 17’ Spörl 31’ Kovačević 77’ | Marcatori | 75’ Doll |

#### Girone di ritorno
| Arbitro: | Heynemann |

|                              |           |            |
| Breitenreiter 85’ Jähnig 88’ | Marcatori | 28’ Scholl |

| Arbitro: | Weber |

|                       |           |           |
| Scholz 3’ Cardoso 31’ | Marcatori | 18’ Spörl |

| Amburgo 19 marzo 1996, ore 19:30 CET 20ª giornata | Amburgo | 0 – 0 referto | Colonia | Volksparkstadion (20 644 spett.)\| Arbitro: \| Zerr \| |
| Arbitro:                                          | Zerr    |               |         |                                                        |

| Arbitro: | Best |

|                             |           |  |
| Anderbrügge 6’ Max 12’, 48’ | Marcatori |  |

| Arbitro: | Albrecht |

|                                                        |           |             |
| Ivanauskas 58’ Jähnig 65’ Bäron 77’ Albertz 83’ (rig.) | Marcatori | 89’ Tonello |

| Arbitro: | Albrecht |

|                            |           |  |
| Akpoborie 12’ Beinlich 25’ | Marcatori |  |

| Arbitro: | Merk |

|                                       |           |                 |
| Häßler 20’ (rig.) Dundee 27’ Fink 90’ | Marcatori | 1’ (rig.) Spörl |

| Amburgo 29 marzo 1996, ore 20:00 CET 25ª giornata | Amburgo   | 0 – 0 referto | Uerdingen 05 | Volksparkstadion (17 803 spett.)\| Arbitro: \| Scheuerer \| |
| Arbitro:                                          | Scheuerer |               |              |                                                             |

| Arbitro: | Fröhlich |

|                                                          |           |  |
| Heldt 26’ (rig.), 42’ Borimirov 68’ Trares 72’ Cerny 85’ | Marcatori |  |

| Amburgo 10 aprile 1996, ore 20:00 CEST 27ª giornata | Amburgo | 0 – 0 referto | Friburgo | Volksparkstadion (16 000 spett.)\| Arbitro: \| Jansen \| |
| Arbitro:                                            | Jansen  |               |          |                                                          |

| Arbitro: | Steinborn |

|            |           |                       |
| Hengen 87’ | Marcatori | 11’ Albertz 65’ Spörl |

| Arbitro: | Merk |

|                              |           |                             |
| Albertz 20’ Spörl 87’ (rig.) | Marcatori | 41’ Völler 71’ (rig.) Wörns |

| Arbitro: | Berg |

|            |           |                  |
| Riedle 39’ | Marcatori | 44’ (rig.) Spörl |

| Arbitro: | Zerr |

|                       |           |               |
| Bäron 18’ Schnoor 87’ | Marcatori | 67’ Andersson |

| Arbitro: | Krug |

|                  |           |             |
| Stanislawski 45’ | Marcatori | 77’ Schnoor |

| Arbitro: | Aust |

|                                |           |  |
| Bäron 7’ Fischer 48’ Spörl 74’ | Marcatori |  |

| Arbitro: | Jansen |

|            |           |                                     |
| Hagner 66’ | Marcatori | 8’, 77’ Bäron 78’, 87’ Salihamidžić |

### Coppa di Germania
| Arbitro: | Steinborn |

|                   |           |             |
| Maul 48’ Bode 82’ | Marcatori | 58’ Claaßen |

## Statistiche

### Statistiche di squadra
| Competizione      | Punti | In casa | In casa | In casa | In casa | In casa | In casa | In trasferta | In trasferta | In trasferta | In trasferta | In trasferta | In trasferta | Totale | Totale | Totale | Totale | Totale | Totale | DR |
| Competizione      | Punti | G       | V       | N       | P       | Gf      | Gs      | G            | V            | N            | P            | Gf           | Gs           | G      | V      | N      | P      | Gf     | Gs     | DR |
| ----------------- | ----- | ------- | ------- | ------- | ------- | ------- | ------- | ------------ | ------------ | ------------ | ------------ | ------------ | ------------ | ------ | ------ | ------ | ------ | ------ | ------ | -- |
| Bundesliga        | 50    | 17      | 7       | 10      | 0       | 29      | 15      | 17           | 5            | 4            | 8            | 23           | 32           | 34     | 12     | 14     | 8      | 52     | 47     | +5 |
| Coppa di Germania | -     | 0       | 0       | 0       | 0       | 0       | 0       | 1            | 0            | 0            | 1            | 1            | 2            | 1      | 0      | 0      | 1      | 1      | 2      | -1 |
| Totale            | 50    | 17      | 7       | 10      | 0       | 29      | 15      | 18           | 5            | 4            | 9            | 24           | 34           | 35     | 12     | 14     | 9      | 53     | 49     | +4 |

### Andamento in campionato
| Giornata  | 1  | 2  | 3  | 4  | 5  | 6  | 7  | 8  | 9  | 10 | 11 | 12 | 13 | 14 | 15 | 16 | 17 | 18 | 19 | 20 | 21 | 22 | 23 | 24 | 25 | 26 | 27 | 28 | 29 | 30 | 31 | 32 | 33 | 34 |
| --------- | -- | -- | -- | -- | -- | -- | -- | -- | -- | -- | -- | -- | -- | -- | -- | -- | -- | -- | -- | -- | -- | -- | -- | -- | -- | -- | -- | -- | -- | -- | -- | -- | -- | -- |
| Luogo     | T  | C  | T  | C  | T  | C  | C  | T  | C  | T  | C  | T  | C  | T  | C  | T  | C  | C  | T  | C  | T  | C  | T  | T  | C  | T  | C  | T  | C  | T  | C  | T  | C  | T  |
| Risultato | P  | N  | P  | N  | N  | N  | N  | N  | N  | V  | V  | V  | N  | V  | V  | P  | V  | V  | P  | N  | P  | V  | P  | P  | N  | P  | N  | V  | N  | N  | V  | N  | V  | V  |
| Posizione | 14 | 13 | 15 | 17 | 16 | 16 | 16 | 17 | 17 | 12 | 9  | 7  | 8  | 5  | 5  | 7  | 5  | 4  | 5  | 5  | 6  | 6  | 6  | 6  | 6  | 7  | 7  | 7  | 8  | 9  | 7  | 7  | 7  | 5  |

Legenda:

Luogo: C = Casa; T = Trasferta. Risultato: V = Vittoria; N = Pareggio; P = Sconfitta.

### Statistiche dei giocatori
| Giocatore        | Bundesliga | Bundesliga | Bundesliga  | Bundesliga | Coppa di Germania | Coppa di Germania | Coppa di Germania | Coppa di Germania | Totale   | Totale | Totale      | Totale     |
| Giocatore        | Presenze   | Reti       | Ammonizioni | Espulsioni | Presenze          | Reti              | Ammonizioni       | Espulsioni        | Presenze | Reti   | Ammonizioni | Espulsioni |
| ---------------- | ---------- | ---------- | ----------- | ---------- | ----------------- | ----------------- | ----------------- | ----------------- | -------- | ------ | ----------- | ---------- |
| J. Albertz       | 34         | 9          | 4           | 0          | 1                 | 0                 | 1                 | 0                 | 35       | 9      | 5           | 0          |
| A. Breitenreiter | 25         | 3          | 0           | 0          | 1                 | 0                 | 0                 | 0                 | 26       | 3      | 0           | 0          |
| K. Bäron         | 19         | 7          | 0           | 0          | 0                 | 0                 | 0                 | 0                 | 19       | 7      | 0           | 0          |
| C. Claaßen       | 5          | 0          | 0           | 0          | 1                 | 1                 | 0                 | 0                 | 6        | 1      | 0           | 0          |
| F. Copado        | 10         | 0          | 2           | 0          | 0                 | 0                 | 0                 | 0                 | 10       | 0      | 2           | 0          |
| A. Fischer       | 31         | 4          | 3           | 1          | 1                 | 0                 | 0                 | 0                 | 32       | 4      | 3           | 1          |
| R. Golz          | 33         | 0          | 1           | 0          | 1                 | 0                 | 0                 | 0                 | 34       | 0      | 1           | 0          |
| J. Hartmann      | 32         | 1          | 6           | 0          | 1                 | 0                 | 0                 | 0                 | 33       | 1      | 6           | 0          |
| S. Henchoz       | 31         | 2          | 8           | 0          | 1                 | 0                 | 0                 | 0                 | 32       | 2      | 8           | 0          |
| H. Hiemann       | 3          | 0          | 0           | 0          | 0                 | 0                 | 0                 | 0                 | 3        | 0      | 0           | 0          |
| B. Hollerbach    | 14         | 0          | 4           | 0          | 0                 | 0                 | 0                 | 0                 | 14       | 0      | 4           | 0          |
| P. Hubchev       | 21         | 0          | 2           | 0          | 1                 | 0                 | 0                 | 0                 | 22       | 0      | 2           | 0          |
| V. Ivanauskas    | 17         | 3          | 3           | 0          | 1                 | 0                 | 0                 | 0                 | 18       | 3      | 3           | 0          |
| U. Jähnig        | 13         | 2          | 0           | 0          | 0                 | 0                 | 0                 | 0                 | 13       | 2      | 0           | 0          |
| N. Kindvall      | 3          | 0          | 0           | 0          | 0                 | 0                 | 0                 | 0                 | 3        | 0      | 0           | 0          |
| S. Kmetsch       | 26         | 0          | 8           | 0          | 1                 | 0                 | 0                 | 0                 | 27       | 0      | 8           | 0          |
| C. Kober         | 6          | 0          | 0           | 1          | 0                 | 0                 | 0                 | 0                 | 6        | 0      | 0           | 1          |
| M. Kostmann      | 0          | 0          | 0           | 0          | 0                 | 0                 | 0                 | 0                 | 0        | 0      | 0           | 0          |
| M. Kovačević     | 17         | 1          | 6           | 0          | 0                 | 0                 | 0                 | 0                 | 17       | 1      | 6           | 0          |
| Y. Lečkov        | 9          | 0          | 0           | 0          | 0                 | 0                 | 0                 | 0                 | 9        | 0      | 0           | 0          |
| O. Lüttkenhaus   | 1          | 0          | 0           | 0          | 0                 | 0                 | 0                 | 0                 | 1        | 0      | 0           | 0          |
| M. Mason         | 6          | 0          | 0           | 0          | 0                 | 0                 | 0                 | 0                 | 6        | 0      | 0           | 0          |
| F. Ordenewitz    | 6          | 1          | 3           | 0          | 0                 | 0                 | 0                 | 0                 | 6        | 1      | 3           | 0          |
| E. Ostermann     | 9          | 0          | 0           | 0          | 0                 | 0                 | 0                 | 0                 | 9        | 0      | 0           | 0          |
| M. Riegel        | 6          | 0          | 1           | 0          | 0                 | 0                 | 0                 | 0                 | 6        | 0      | 1           | 0          |
| M. Rose          | 4          | 0          | 2           | 0          | 0                 | 0                 | 0                 | 0                 | 4        | 0      | 2           | 0          |
| H. Salihamidžić  | 9          | 2          | 2           | 0          | 0                 | 0                 | 0                 | 0                 | 9        | 2      | 2           | 0          |
| S. Schnoor       | 23         | 2          | 3           | 0          | 0                 | 0                 | 0                 | 0                 | 23       | 2      | 3           | 0          |
| S. Siedschlag    | 0          | 0          | 0           | 0          | 0                 | 0                 | 0                 | 0                 | 0        | 0      | 0           | 0          |
| H. Spörl         | 32         | 14         | 7           | 0          | 1                 | 0                 | 0                 | 0                 | 33       | 14     | 7           | 0          |
| D. Stendel       | 7          | 0          | 2           | 0          | 0                 | 0                 | 0                 | 0                 | 7        | 0      | 2           | 0          |
| M. Weißhaupt     | 4          | 0          | 0           | 0          | 0                 | 0                 | 0                 | 0                 | 4        | 0      | 0           | 0          |
| D. Wojewsky      | 1          | 0          | 0           | 0          | 0                 | 0                 | 0                 | 0                 | 1        | 0      | 0           | 0          |